# کاندیدو مائوریسیو
کاندیدو مائوریسیو (انگلیسی: Cándido Mauricio; ۵ مهٔ ۱۹۰۰ – ۱۶ ژانویهٔ ۱۹۵۲) بازیکن فوتبال اهل اسپانیا بود که در پست هافبک بازی می‌کرد.
وی همچنین در تیم ملی فوتبال کاتالونیا بازی کرده‌است.
وی در مسابقات کشوری و بین‌المللی در مجموع برندهٔ ۱ مدال طلا شده‌است.